# Armenis dels Estats Units d'Amèrica
Els armenis dels Estats Units d'Amèrica (armeni: ամերիկահայեր) són ciutadans o residents amb una ascendència armènia total o parcial. Formen la segona comunitat més gran de la diàspora armènia a darrere dels armenis de Rússia. La primera gran onada d'immigració armènia als Estats Units d'Amèrica va tenir lloc al final del segle xix i principis del segle xx. Milers d'armenis es van assentar als Estats Units després de les massacres hamidianes a la meitat de la dècada de 1890 i el genocidi armeni de 1915 a l'Imperi Otomà. Entre les dècades de 1960 i 1980 molts armenis dels països de l'Orient Mitjà, especialment Turquia, Iran i Líban, van emigrar als Estats Units com a resultat de la inestabilitat política en aquests països. Més o menys al mateix moment va començar la immigració de la República Socialista Soviètica d'Armènia. Es va accelerar al final de la dècada de 1980 i ha continuat des d'aquell per raons socioeconòmiques després de la independència d'Armènia de la Unió Soviètica.
L'American Community Survey va estimar que 483.366 ciutadans dels Estats Units d'Amèrica tenen ascendència total o parcial armènia. Diverses organitzacions i mitjans de comunicació critiquen aquestes xifres com una subestimació, proposant en canvi entre 800.000 i 1.500.000 d'armenis als Estats Units. La concentració més alta d'estatunidencs amb ascendència armènia està a Greater Los Angeles Area, on 166.498 persones s'identifiquen a si mateixos com armenis al Cens dels Estats Units del 2000, representant més d'un 40% de les 386.488 persones que es van identificar com armènies als Estats Units en aquell moment. La ciutat de Glendale (Califòrnia) es considera àmpliament com el centre de la vida dels armenis estatunidencs.
La comunitat d'armenis dels Estats Units d'Amèrica és la comunitat políticament més influent de la diàspora armènia. Les organitzacions tals com l'Armenian National Committee of America (ANCA) i l'Armenian Assembly of America promouen el reconeixement del genocidi armeni per part del govern dels Estats Units i donen suport a relacions més fortes entre Armènia i els Estats Units. La Unió General Armènia de Beneficència és coneguda pel seu suport financer i la seva promoció de la cultura armènia i les escoles armènies als Estats Units.

## Història

### Inicis
El primer armeni registrat per visitar Nord-amèrica va ser Martí l'Armeni, un productor iranià de tabac que es va assentar a Jamestown, Virginia el 1618. Durant 1653-54, dos armenis de Constantinoble van ser invitats a Virgínia per criar cucs de seda. Un parell d'altres armenis van arribar als Estats Units durant els segles xvii i xviii, però tots venien com a individus i no van establir comunitats. Cap a la dècada de 1770 uns 70 armenis s'havien establert a les colònies. La persecució de minories cristianes sota l'Imperi Otomà i les activitats dels missioners estatunidencs van resulta en una petita onada d'immigració armènia als Estats Units durant la dècada de 1830 provenint de la Cilícia i de l'Armènia Otomana. Khachig Oskanian, un estudiant d'una escola de missioners dels Estats Units a Constantinoble, va arribar als Estats Units el 1834 per continuar la seva educació universitària. Més tard va treballar per la New York Herald Tribune i va esdevenir el president del New York Press Club. Molts armenis el van seguir i van arribar als Estats Units per continuar la seva educació.

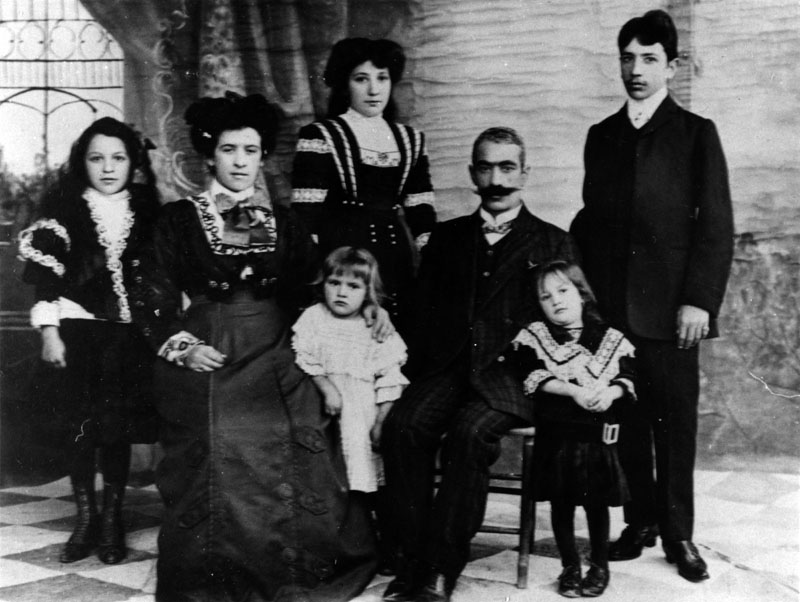
Una família armènia a Boston, 1908

Durant la Guerra Civil dels Estats Units tres doctors armenis (Simeon Minasian, Garabed Galstian, i Baronig Matevosian) van treballar en hospitals militars de Filadèlfia. L'únic armeni que es coneix per haver participat en les hostilitats va ser Khachadour Paul Garabedian, que es va enrolar a la Union Navy. Un ciutadà naturalitzat de Rodostó, Garabedian va servir a bord dels vaixells de bloqueig USS Geranium i USS Grand Gulf com a tercer enginyer assistent (i més tard va ser promogut a oficial) des de 1864 fins a la seva desmobilització de l'armada a l'agost de 1865.
El nombre d'armenis va créixer de 20 el 1854 fins al voltant de 70 cap a la dècada de 1970. Al final de la dècada de 1870, hi havia petites comunitats armènies a Nova York, Providence (Rhode Island) i Worcester (Massachusetts). Al final de la dècada de 1880, el seu nombre arribava a 1.500. Molts d'ells eren joves estudiants de les Missions Evangèliques dels Estats Units que estaven distribuïdes per tot l'Imperi Otomà. Aproximadament un 40% provenien de la província de Kharpert. Abans de 1899 no es classificava els immigrants segons el seu grup ètnic, sinó pel seu país d'origen, ocultant l'origen ètnic de molts armenis. Després de 1869, no obstant això, els armenis de les regions orientals de l'Imperi Otomà van ser registrats com «armenis» als registres estatunidencs. El nombre d'armenis que va emigrar als Estats Units des de 1820 a 1989 s'estima en aproximadament 4.000.

### Primera onada d'immigració i el període entre guerres
Els armenis van començar a arribar als Estats Units en nombres sense precedents al final del segle xix, especialment després de les massacres hamidianes de 1894-96, i abans, durant i després del genocidi armeni. Abans d'aquesta migració en massa als Estats Units d'Amèrica, el nombre d'armenis al país era d'entre 1.500 i 3.000 persones, i en la seva major part consistia en treballadors sense qualificació.
Més de 12.000 armenis de l'Imperi Otomà van arribar als Estats Units durant la dècada de 1890. Amb l'excepció de Fresno (ciutat de Califòrnia), que tenia terra adequada per a l'agricultura, els primers armenis es van assentar principalment als centres industrials de nord-est, com ara Nova York, Providence (Rhode Island), Worcester i Boston. Els immigrants armenis de l'Imperi Rus eren una minoria d'aquesta immigració. Uns 2.500 d'armenis russos van arribar durant el període 1898-1914, perquè els armenis eren tractats relativament millor a Rússia comparat amb l'Imperi Otomà. Un cop als Estats Units, alguns armenis van organitzar partits polítics per promoure diverses causes als Estats Units i a la seva terra natal. La migració d'armenis de Turquia es va incrementar gradualment a la primera dècada del segle xx, en part a causa de la Massacre d'Adana de 1919, i a les Guerres Balcàniques en 1912-1913. Abans del començament de la Segona Guerra Mundial, hi havia ja 60.000 armenis als Estats Units. A mesura que més armenis van caure víctimes del genocidi i es va deportar més armenis, la comunitat d'armenis als Estats Units va créixer dramàticament.

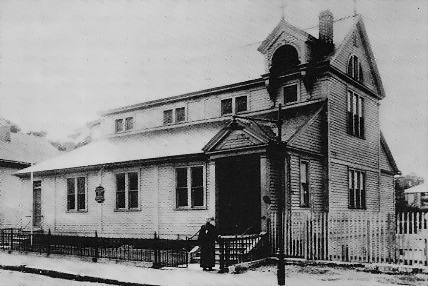
Construïda el 1891, l'Església del Nostre Salvador a Worcester, Massachusetts, va ser la primera església armènia als Estats Units.

D'acord amb el Bureau of Immigration, van entrar 54.057 armenis als Estats Units entre 1899 i 1917. Els principals estats d'origen eren Turquia (46.474), Rússia (3.034), el Canadà (1.577), el Regne Unit (914) i Egipte (894). Es preguntava als immigrants en quin estat es volien radicar. Per als armenis, les respostes més populars eren: Nova York (17.391), Massachusetts (14.192) Rhode Island (4.923), Illinois (3.313), Califòrnia (2.564), Nova Jersey (2.115), Pennsilvània (2.002) i Michigan (1.371). Les comunitats d'armenis estatunidencs més grans en aquell temps estaven localitzades a Nova York, Fresno, Worcester, Boston, Filadèlfia, Chicago, Jersey City, Detroit, Los Angeles, Troy i Cleveland.
D'acord amb algunes estimacions, ja vivien uns 77.980 d'armenis als Estats Units el 1919. Un nombre sense precedents d'armenis van entrar al país el 1920, però la Immigration Act of 1924 que va restringir la immigració des de l'Europa del sud i oriental va impedir que molts altres armenis immigressin als Estats Units.
La major part d'immigrants de després de la Primera Guerra Mundial eren dones i nens, en contrast amb la immigració d'abans de la guerra, que era predominantment jove i masculina. Com els italians, per als quals aquesta pràctica era coneguda com a «campanilismo», les comunitats armènies estaven compostes sovint per gent del mateix poble o ciutat de l'Imperi Otomà. Aquesta pràctica va desaparèixer de forma pràcticament total després de la Segona Guerra Mundial.
La discriminació contra els armenis era visible, i molts armenis lluitaven contra les clares restriccions discriminatòries i d'habitatge. Es referia sovint als armenis que vivien a la Califòrnia central com a «indis de Fresno» i «jueus de classe baixa.» Aquesta primera onada d'immigració va durar fins a mitjans de la dècada de 1920, quan es van aprovar les noves quotes d'immigració. Aquesta onada d'immigrants van establir comunitats i organitzacions als Estats Units, la més destacada l'Església Apostòlica Armènia. Durant la dècada de 1920, els armenis van començar a desplaçar-se de les àrees rurals cap a les ciutats.

### Segona onada d'immigració

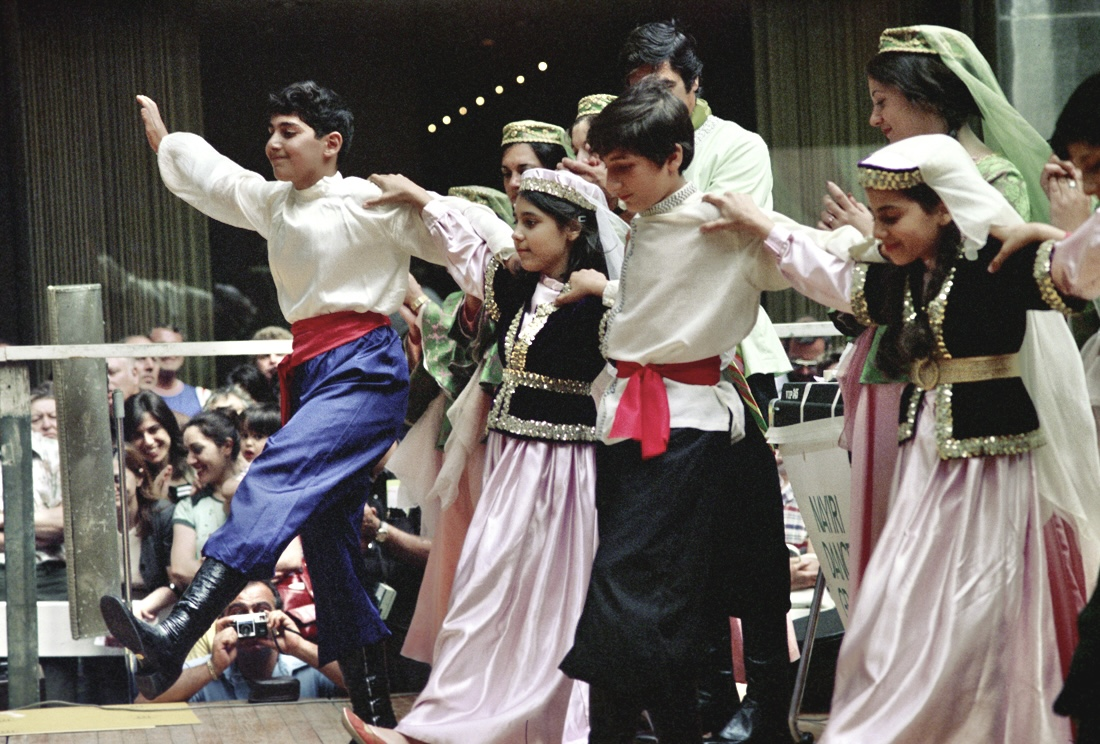
Danses d'armenis dels Estats Units a la ciutat de Nova York durant juliol de 1976 al Bicentenari dels Estats Units d'Amèrica

Al final de la dècada de 1940 es produeix una altra onada d'immigrants armenis, incloent-hi presoners de guerra de la República Socialista Soviètica d'Armènia que van poder fugir cap a occident després de ser alliberats de camps de concentració nazi. La Llei de persones desplaçades de 1948 als Estats Units va permetre que les persones desplaçades per la Segona Guerra Mundial poguessin immigrar als Estats Units. Des de 1944 a 1952, 4.739 armenis van immigrar als Estats Units, molts amb l'ajut de l'American National Commmittee to Aid Homeless Armenians (ANCHA) de George Mardikian.
Tot i així, la veritable segona onada d'immigració no va començar fins que la Llei d'immigració i nacionalitat de 1965 va eliminar les quotes per origen nacional. Després de l'aprovació de la llei, els armenis de la Unió Soviètica, Turquia, el Líban, l'Iran i altres països de l'Orient Mitjà van començar a emigrar en massa, molts escapant a la inestabilitat política dels seus països amfitrions. Durant la dècada de 1950, la major part dels armenis dels Estats Units provenien de l'Armènia soviètica i de Turquia. El pogrom d'Istanbul de 1955 va provocar molta por a la població local d'armenis de Turquia, que van mirar cap a l'oest per a una vida més segura i pròspera.
Per una altra banda, els armenis soviètics eren principalment supervivents de genocidi que mai no es van integrar plenament a la vida soviètica després de la seva repatriació el 1940. L'emigració a gran escala d'armenis soviètics, principalment a països occidentals, va començar el 1956. Prop de 30.000 armenis soviètics van entrar als Estats Units entre 1960 i 1984, i uns altres 60.000 van arribar al final de la dècada de 1980, durant l'era de la perestroika. El nombre total d'emigrants de l'Armènia soviètica entre 1956 i 1989, dels quals el 80% va emigrar als Estats Units, s'estima en 77.000 persones.
La Guerra Civil Libanesa que va començar el 1975 i va durar 15 anys, i la revolució iraniana de 1979, van contribuir de forma important a l'entrada d'armenis de l'Orient Mitjà als Estats Units. Les comunitats armènies a aquests països de l'Orient Mitjà estaven ben establertes i integrades, però no assimilades a les poblacions locals. Els armenis al Líban i a l'Iran estan representats als parlaments com a minories ètniques. Molts d'ells vivien de forma luxosa als seus països d'origen, i eren multilingües, mentre que mantenien aspectes de la cultura armènia tradicional. Aquesta onada de nouvinguts va revitalitzar la comunitat armènia dels Estats Units, especialment a l'àrea de Los Angeles, on la major part dels immigrants armenis de la segona onada es van establir. El 1979 uns 65.000 armenis residien a California del Sud, i dues dècades més tard, el 1989, el nombre d'armenis dels Estats Units s'estimava en 200.000.
El Cens dels Estats Units del 1980 estima el nombre d'armenis vivint a Los Angeles en 52.400, dels quals 71,9% no havien nascut als Estats Units: 14,7% de l'Iran, 14,3% de la Unió Soviètica, 11,5% del Líban, 9,7% de Turquia, 11,7% d'altres països de l'Orient Mitjà (Egipte, Iraq, Palestina, etc.) i la resta d'altres parts del món.

### Període contemporani
Just abans i continuant durant el període de dissolució de la Unió Soviètica, van arribar onades d'armenis de la República d'Armènia i altres antigues repúbliques soviètiques, a causa de raons polítiques i buscant oportunitats econòmiques, i es van establir a comunitats armènies a través dels Estats Units. El terratrèmol d'Armènia de 1988 i la crisi energètica Armènia durant la guerra de Nagorno-Karabakh s'estima que van causar l'emigració de 700.000 armenis, la major part dels quals van acabar a Rússia, alguns als Estats Units d'Amèrica i alguns altres a Europa. Anualment, una mitjana de 2.000 armenis van emigrar als Estats Units des de 1994, sense incloure armenis dels països d'Orient Mitjà. D'acord amb el Cens dels Estats Units de 2000, hi havia 65.200 persones nascudes a Armènia als Estats Units: 57.482 a Califòrnia, 1982 a New York i 1.155 a Massachusetts. D'acord amb l'American Community Survey de 2011, hi havia 85.150 persones nascudes a Armènia als Estats Units, uns 20.000 més que el 2000. D'acord amb l'ambaixada dels Estats Units a Erevan, uns 21.000 ciutadans de la República d'Armènia s'han mudat als Estats Units per a residència permanent al període 1995 a 2012. Mentrestant, la immigració d'armenis dels països de l'Orient Mitjà contribueix a fer que Califòrnia tingui de lluny la població més gran d'armenis entre tots els estats.
D'acord amb la doctora Anny Bakalian, directora associada del Centre del Mitjà Orient a la City Universtiy of New York, «el país de naixement i la socialització a la infància, i fins als efectes de la cohort són variables importants per entendre el comportament i les actituds de les persones amb ascendència armènia.» Els principals subgrups dels armenis immigrants als Estats Units d'altres països són els Hayastantsis (armenis d'Armènia) Parskayes (armenis de l'Iran) i Beirutsis (armenis de Beirut, Líban). Un estudi del 1990 de la Universitat de Califòrnia a Los Angeles va mostrar que per educació i ocupació, els armenis nascuts als Estats Units i a l'Iran «tendeixen a tenir l'estatus socioeconòmic més alt... mentre que els de Turquia tenen el nivell més baix,» tot i que els armenis de Turquia mostren el nivell més alt d'autoocupació. El 1988, jn article del New York Times afirmava que els armenis del Mitjà Orient prefereixen assentar-se a Glendale (Califòrnia), mentre que els immigrants armenis de la Unió Soviètica se sentien atrets a Hollywood, Los Angeles.
Els armenis del Líban, on havien establert una comunitat activa, estan més polititzats, mentre que els armenis de Turquia estan més connectats amb l'Església Apostòlica Armènia. Aproximadament un terç dels armenis de Turquia als Estats Units estan autoocupats. Un grup d'armenis dels Estats Units provinents d'Istanbul van funda la Organization of Istanbul Armenians (OIA) el 1976, que afirmava que tenia més de 1.000 membres a Califòrnia del Sud cap el 2011. Els armenis de l'Iran són coneguts per integrar-se ràpidamenta la societat estatunidenca; per exemple, sols un 31% dels armenis dels Estats Units nascuts a l'Iran diuen que no paren bé l'anglès.
Les organitzacions criminals d'armenis dels Estats Units han rebut una atenció molt extensa als mitjans de comunicació, com ara el frau de Medicaid de 2010. Tot i així, a la ciutat de Glendale, Califòrnia, on els armenis són el 27% de la població total de la ciutat, sols 17% de la delinqüència de la ciutat és atribuïble a armenis el 2006. Una banda amb el nom Poder Armeni, composta per uns 200 armenis dels Estats Units, ha operat al comtat de Los Angeles des del final de la dècada de 1980.
D'acord amb el Cens dels Estats Units del 2000 hi havia 385.488 ciutadans dels Estats Units amb ascendència armènia en el moment del cens. L'American Community Survey de 2011 estima uns 483.366 estatunidencs amb ascendència total o parcial armènia. Estimacions més altes de 800.000 fins a 1.500.000 s'ofereixen per moltes organitzacions armènies i no armènies, mitjans de comunicació i estudiosos. L'etnògrafa alemanya Caroline Thon fixa el seu nombre en 800.000, a number also offered by Dr. Harold Takooshian of Fordham University. El professor Dennis R. Papazian de la Universitat de Michigan-Dearborn afirmava que hi havia 1.000.000 persones amb ascendència armènia vivint als Estats Units. Armenian Mirror-Spectator El lloc web de notícies alemany Spiegel Online i ¡ The New York Review of Books reportaven una estimació d'1.200.000, mentre el Directori Mundial de Minories i Persones Indígenes, U.S. News & World Report, i Los Angeles Times proposen un nombre d'1.400.000. L'Armenian National Committee of America, The Armenian Weekly, The Armenian Reporter, and Reuters proposen el nombre més gran, d'aproximadament 1.500.000 estatunidencs armenis.

## Distribució geogràfica

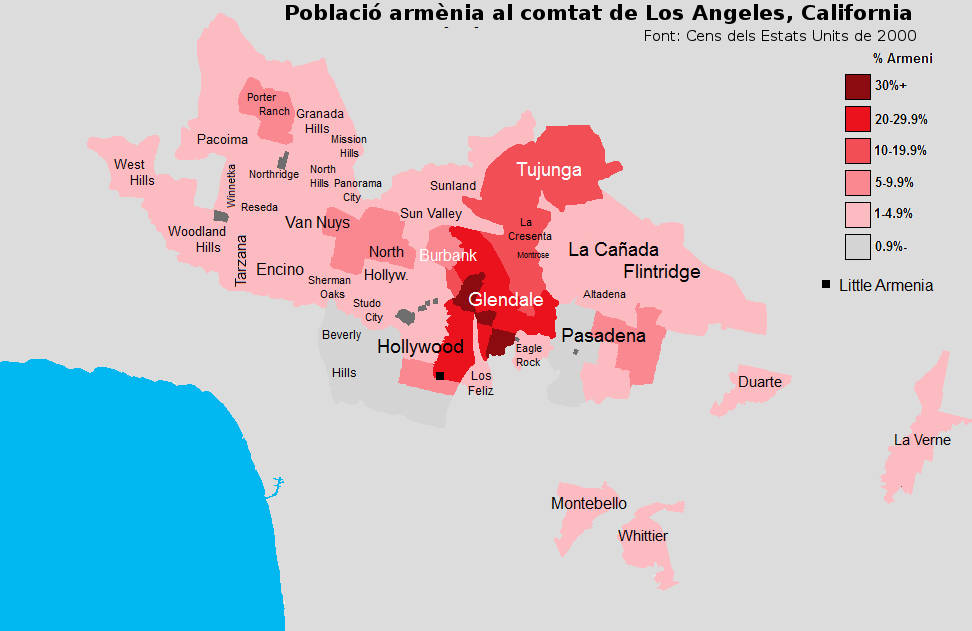
Distribució d'armenis al comtat de Los Angeles, 2000

La major part dels armenis estan concentrats en les àrees urbanes més importants, especialment a Califòrnia i el Nord-est dels Estats Units, i en una menor mesura a l'Oest Mitjà dels Estats Units. Les concentracions més altres d'estatunidencs amb ascendència armènia es troben a Los Angeles, Nova York i Boston. D'acord amb el cens de 2000, els estats amb les poblacions armènies més grans són Califòrnia (204.631), Massachusetts (28.595), Nova York (24.460), Nova Jersey (17.094), Michigan (15.746), Florida (9.526), Pennsilvània (8.220), Illinois (7.958), Rhode Island (6.677) i Texas (4.941).

### Califòrnia
Els primers armenis van arribar a Califòrnia el 1874 i es van assentar a Fresno. Fresno, i el Vall Central de Califòrnia en general, van ser el centre de la comunitat armènia de Califòrnia, però en les últimes dècades, especialment des de la dècada de 1960, quan un nombre significatiu d'armenis van arribar als Estats Units, la Califòrnia del Sud va atraure més i més armeni.
Los Angeles, i l'àrea del seu voltant, és de lluny la comunitat armènia més populosa dels Estats Units. Conté una mica menys de la meitat dels armenis que viuen als Estats Units, constituint-la en una de les comunitats armènies més populoses fora d'Armènia. El nombre estimat d'armeni al sud de Califòrnia varia força: 250.000, 350.000, 400.000, 450.000, 500-000, tot i que el Cens de 2000 va reportar 152.910 armenis al Comtat de Los Angeles. Sols onze anys després, les estimacions de l'Enquesta Comunitària dels Estats Units (American Community Survey) posen el nombre d'armenis a l'àrea de Los Angeles Beach-Santa Ana en 214.618, un creixement d'aproximadament un 29% des de 2000. La mateixa ciutat de Los Angeles tenia una població de 64.997 armenis el 2000. Diversos districtes de Los Angeles tenen una alta concentració d'armenis, particularment a la Vall de San Fernando, Hollywood del Nord, Van Nuys i Encino. El 6 d'octubre de 200 una petita comunitat de Hollywood de l'est va ser anomenada la «Petita Armènia» (Little Armènia) pel Consell de la Ciutat de Los Angeles. El registre del consell de la ciutat sobre l'adopció d'aquest nom afirma que «l'àrea conté una alta concentració de negocis i residents armenis i institucions socials i culturals incloent-hi escoles, esglésies, i organitzacions socials i atlètiques.»

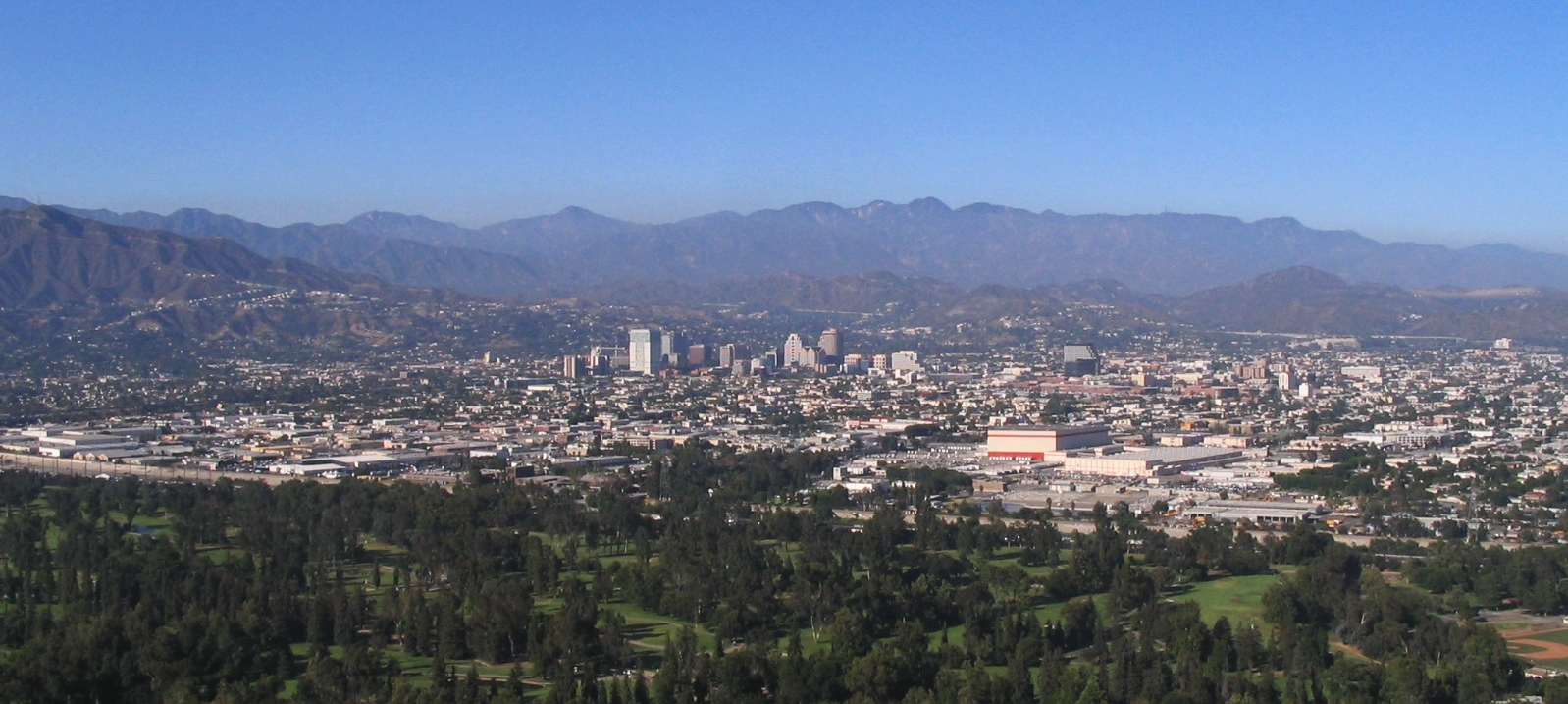
Glendale (Califòrnia) té la concentració més alta d'armenis a la nació i la població més gran fora d'Armènia.

Glendale, sols unes poques milles des del centre de Los Angeles, té una població d'aproximadament 200.000 persones, de les quals, d'acord amb algunes estimacions, el 40% té ascendència armènia. According to the 2000 Census 53,840 people or 27% of the population identified themselves Armenian in Glendale. Glendale té també el percentatge més gran de persones nascudes a Armènia. A banda de a Glendale i a la mateixa Los Angeles, hi ha poblacions significatives d'armenis a Burbank (8.312), Pasadena (4.400), Montebello (2.736), Altadena (2.134) i La Crescenta-Montrose (1.382). El Monument als Màrtirs del Genocidi Armeni, el memorial més antic i més gran sobre el Genocidi Armeni als Estats Units, està ubicat a Montebello.
El Dr. Seta Kazandjian va descriure la comunitat a la seva dissertació de 2006 com segueix:
| « | Diverses onades d'immigració a l'àrea de Los Angeles ha conduït a la formació de una comunitat forta de veïnatges i ciutats com ara Hollywood, Glendale i el Nord de Hollywood. En aquests barris, un armeni pot viure una vida activa social i laboral i rebre molts serveis sense parlar una paraula d'anglès i interactuant sols amb armenis. Hi ha disponbilitat de serveis en armeni de distribució d'alimentació, farmàcia, medicina, odontologia, advocacia, perruqueria, sastreria, comerç minorista i reparació de cotxes. Hi ha fins a tres diferents canals de televisió i ràdio en armeni que emeten les 24 hores. Hi ha diverses activitats socials que poden atendre els membres de la comunitat armènia cada dia. En conseqüència, hi ha individus que no s'han assimilat en absolut a la cultura estatunidenca dominant, així com d'altres que han decidit separar-se completament de la comunitat armènia i aculturar-se completament, i molts altres que estan a un punt intermedia a l'espectre d'aculturació. | » |

Fresno va ser la primera gran comunitat d'armenis a l'oest dels Estats Units. Era una destinació molt important per als primers immigrants armenis des de l'Armènia otomana, molts dels quals eren agricultors. Els armenis eren el grup minoritari més gran al comtat de Fresno. La ciutat també és àmpliament coneguda com el lloc de naixement de William Saroyan, moltes de les històries del qual estan ambientades a aquesta ciutat. Today, an estimated number of about 40,000 Armenian live in Fresno. D'acord amb el cens de 2000 hi vivien 9.884 armenis al Comtat de Fresno en aquell moment. L'àrea al voltant de l'Església de la Santa Trinitat a Fresno té el sobrenom de Ciutat Armènia Antiga (Old Armenian Town).
La població armènia del nord de Califòrnia no és tan nombrosa com la població del sud de Califòrnia. Els armenis estan concentrats principalment a i al voltant de les ciutats de San Francisco, San José i Oakland. El Cens de 2000 va reportar sols 2.520 armenis a l'àrea de San Francisco, però Hayk The Ubiquitous Armenian va afirmar que «el nombre real és probablement molt més gran, ja que el cens generalment subestima la població.»

### Nord-est
Els primers armenis van aparèixer a Nova York durant el segle xix. Els estats de Nova York i Massachusetts van ser destinacions importants per als immigrants armenis al principi del segle xx. L'àrea entre l'est del carrer 20 Lexington Avenue i la 3a. Avinguda, on vivia una població armènia compacta i hi havia botigues armènies, s'anomenava «Petita Armènia» (Little Armenia) fins a la dècada de 1960. Es menciona aquesta àrea al llibre de 1914 Our Mr. Wren: The Romantic Adventures of a Gentle Man (El nostre Sr. Wren: les aventures romàntiques d'un home gentil) de Sinclair Lewis (el guanyador del Premi Nobel de Literatura de 1930). Avui en dia, d'acord amb algunes estimacions hi ha uns 150.000 armenis a l'àrea. Queens allotja uns 50.000 armenis estatunidencs, i Manhattan té uns 10.000 armenis.

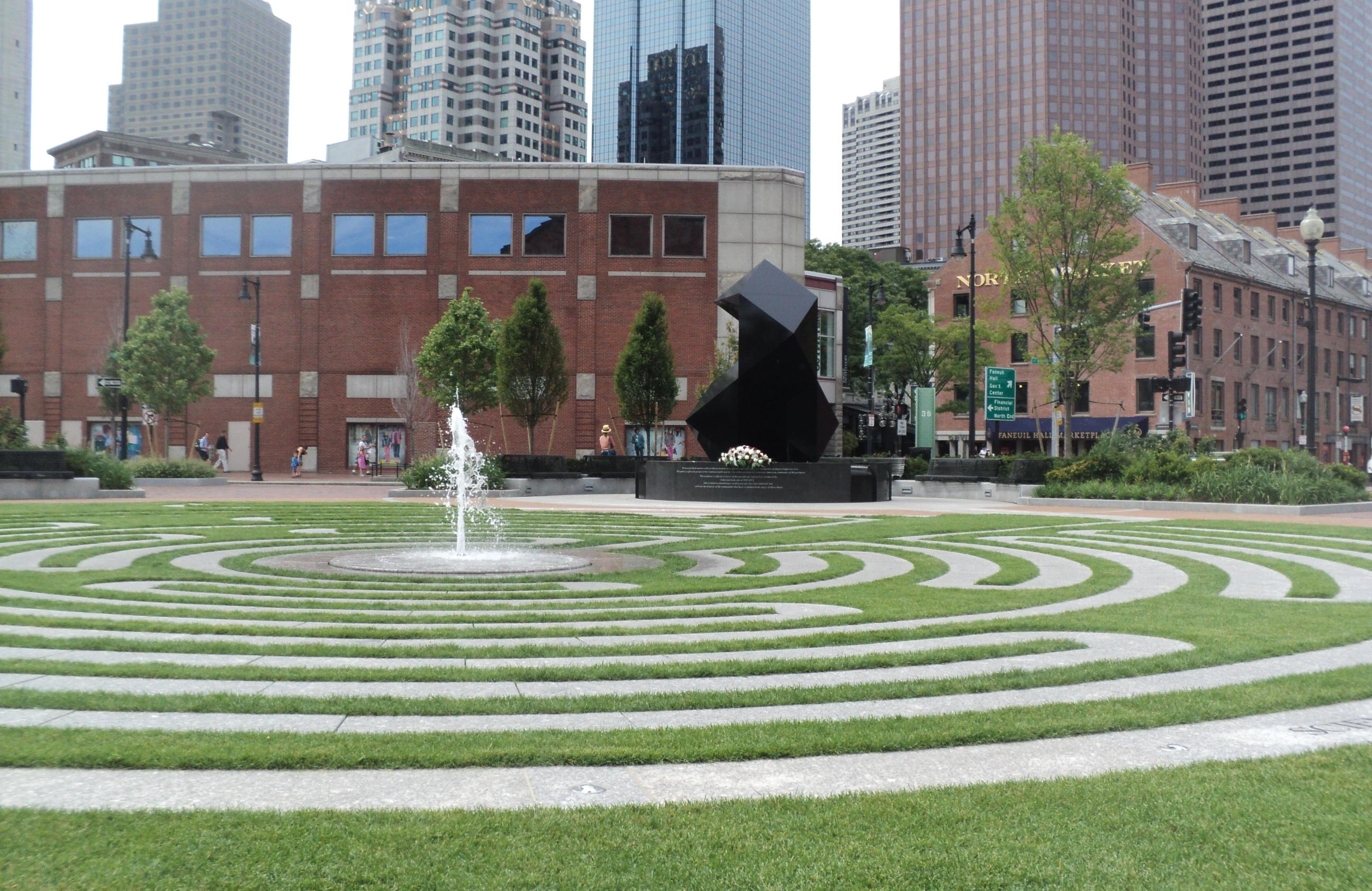
El parc anomenat American Heritage Park al centre de Boston

Stepan Zadori, un armeni hongarès, és el primer armeni conegut d'arribar a Boston. La comunitat armènia a Boston no es va fundar fins a la dècada de 1880. Avui en dia s'estima que hi ha entre 50.000 70.000 armenis a l'àrea del Gran Boston. El parc anomenat Armenian Heritage Park, dedicat a les víctimes del Genocidi Armeni, va ser obert al centre de Boston el 22 de maig de 2012. Watertown és el centre dels armenis de Boston, on d'acord amb algunes estimacions resideixen entre 7.000 i 8.000 persones d'origen armeni. though the 2000 Census put the number only at .,708. La Biblioteca i Museu Armeni dels Estats Units està ubicat a Watertown. Altres ciutats a l'àrea amb població armènia significativa són Worcester (1.300), Belmont (1.165), Waltham (1.091) i la ciutat de Boston (1.000).
Altres grans ciutats del nord-est amb una important població armènia són Providence i Filadèlfia. Com altres comunitats armènies als Estats Units, les comunitats armènies d'aquestes daten de finals del segle xix i principis del xx. Actualment, a Filadèlfia resideixen uns 15.000 armenis i uns 7.000 viuen a Providence.

### Altres comunitats
Hi ha altres comunitats significatives d'armenis a l'Oest Mitjà i el Sud dels Estats Units, però en nombres molt més petits que als estats del nord-est i Califòrnia.
Els primers immigrants armenis a Detroit eren obrers. A dècades posteriors, particularment a partir de la dècada de 1960, armenis de l'Orient Mitjà van emigrar a Michigan. S'ha descrit a la comunitat armènia com a «altament educada, professional i pròspera.» Avui en dia són uns 22.000. Els armenis de Chicago també es van assentar a la ciutat al final del segle xix en nombres reduïts, però es van incrementar durant el segle xx, reaching about 25,000 by today. Cap al 2003 vivien més de 8.000 armenis a Washington, DC. El Museu del Genocidi Armeni dels Estats Units es localitzarà a la capital. Cap al final del segle xx es va incrementar el nombre d'armenis vivint a fora de les àrees tradicionals de residència. Per exemple, el nombre d'armenis s'ha multiplicat als estats de Nevada (de 2.800 a 5.845 el 2010), Florida (9.520 a 15.856) i Texas (4.941 a 14.459).

## Cultura

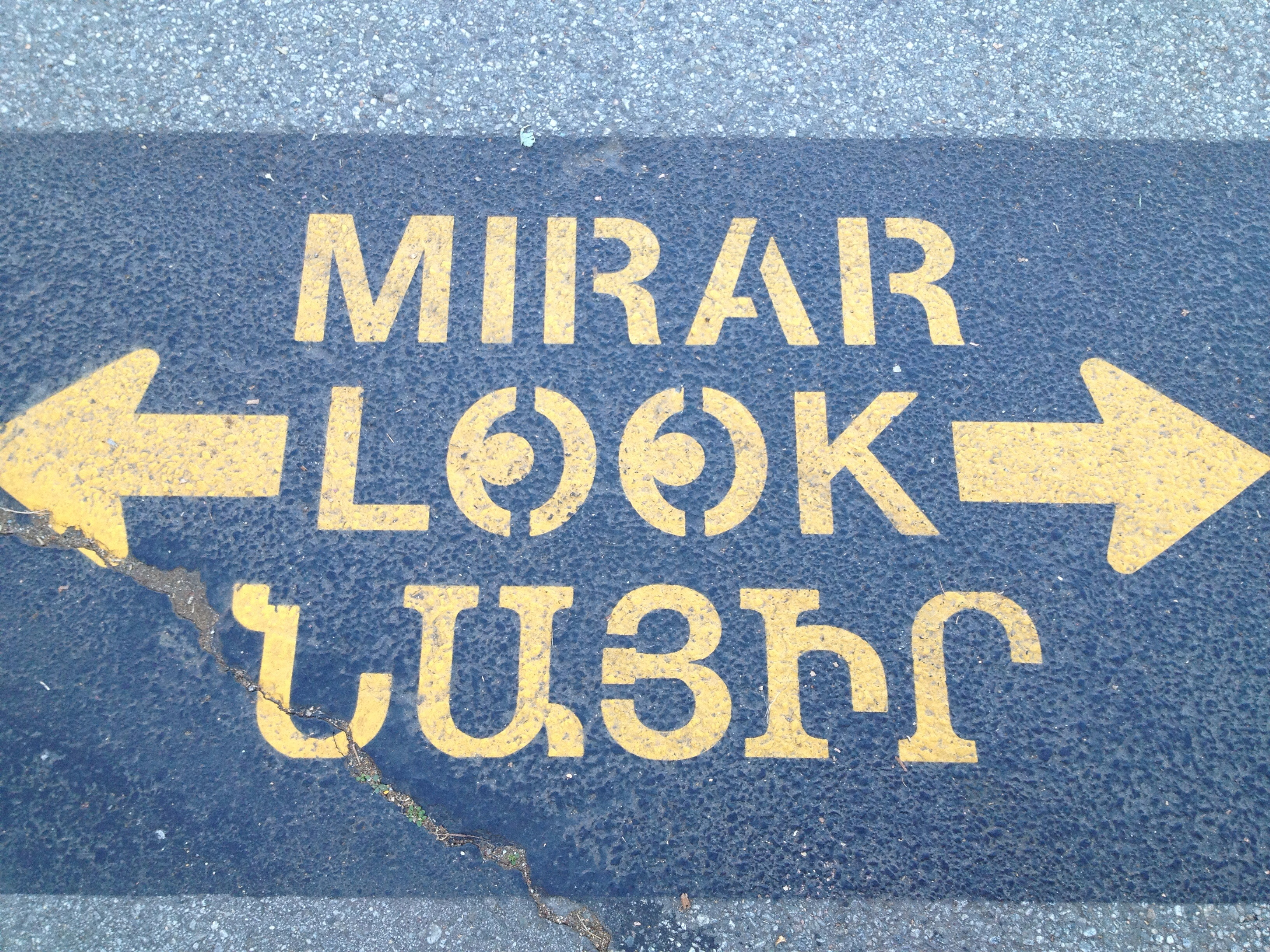
A Glendale (Califòrnia)

s'han posat advertiments de tràfic en espanyol, anglès i armeni a diverses interseccions el 2011.]]

### Llengua
Els armenis estatunidencs són uns dels grups ètnics blancs dels Estats Units que estan menys assimilats. Avui en dia, més de la meitat dels armenis que viuen als Estats Units parlen l'armeni. En comparació, sols un 6% dels italians estatunidencs i el 32% dels grecs estatunidencs parlen la seva llengua ancestral.
La llengua armènia té dues formes estàndard: l'armeni occidental i l'armeni oriental, ambdues parlades àmpliament entre la comunitats armènia als Estats Units. Els armenis de Líban, Turquia, Síria i alguns altres països parlen el dialecte occidental, que es parlava a l'Armènia occidental a Turquia, les regions oriennals de Turquia amb presència històrica armènia. L'armeni oriental es parla principalment a la República d'Armènia i l'Iran, tot i que els armenis iranians tenen el seu dialecte. A més a més, l'armeni occidental i oriental usen dues ortografies diferents. A Armènia, es fa servir l'ortografia armènia reformada, mentre que la major part dels armenis de la diàspora (incloent-hi el Líban, Síria, Turquia i l'Iran) usen l'ortografia armènia clàssica.
Entre 1910 i 1970, als Estats Units es prenia en consideració únicament la llengua de la població nascuda a l'estranger. El 1910, el nombre de parlants d'armeni als Estats Units era de 23.938. Va créixer a 37.657 el 1920, 51.741 el 1930, 40.000 el 1940, 37.270 el 1960 i 38.323 el 1970. D'acore amb el Cens dels Estats Units del 1980 100.634 persones parlaven armeni, dels quals 69.996 havien nascut a l'estranger. El Cens dels Estats Units de 1990 va revelar que 308.096 persones d'ascendència armènia vivien als Estats Units i 149.694 indicaven que l'armeni era la seva llengua nativa. La major part dels parlants d'armeni (116.017) havien nascut a l'estranger.
D'acord amb el Cens dels Estats Units de 2000 hi havia 385.488 persones d'ascendència armènia als Estats Units, i 202.708 persones identificaven l'armeni com la llengua parlada a casa. La gran majoria dels parlants d'armeni vivien a Califòrnia (155.237). Altres estats amb nombres significatius de parlants d'armeni eren New York (8.575) i Massachusetts (8.091). Al voltant de 2/3 dels parlants d'armeni consideren el comtat de Los Angeles com la seva llar. Les estimacions de 3 anys de l'Enquesta Comunitària dels Estats Units de 2011 calculen que el nombre de parlants de l'armeni és igual a 240.095. D'acord amb aquesta mateixa fonnt, uns 130.735 coneixen l'anglès «molt bé» i 109.360 no el coneixen tan bé.
Un estudi de 2007 va mostrar que el 16% dels armenis nascuts al Líban, el 29% a Armènia (incloent-hi l'Armènia soviètica), el 31% a l'Iran i el 36% a Turquia no coneixen bé l'anglès. Molts armenis nascuts a l'estranger són multilingües, i parlen almenys una altra llengua a part de l'armeni i l'anglès. Els armenis de Rússia poden conèixer el rus, els armenis de Líban o Síria poden conèixer l'àrab o el francès, pràcticament tots els armenis de l'Iran coneixen el persa i els armenis d'Istanbul parlen el turc.
Un estudi de 1999 de Bert Vaux va descriure l'armeni com «severament amenaçat» als Estats Units.

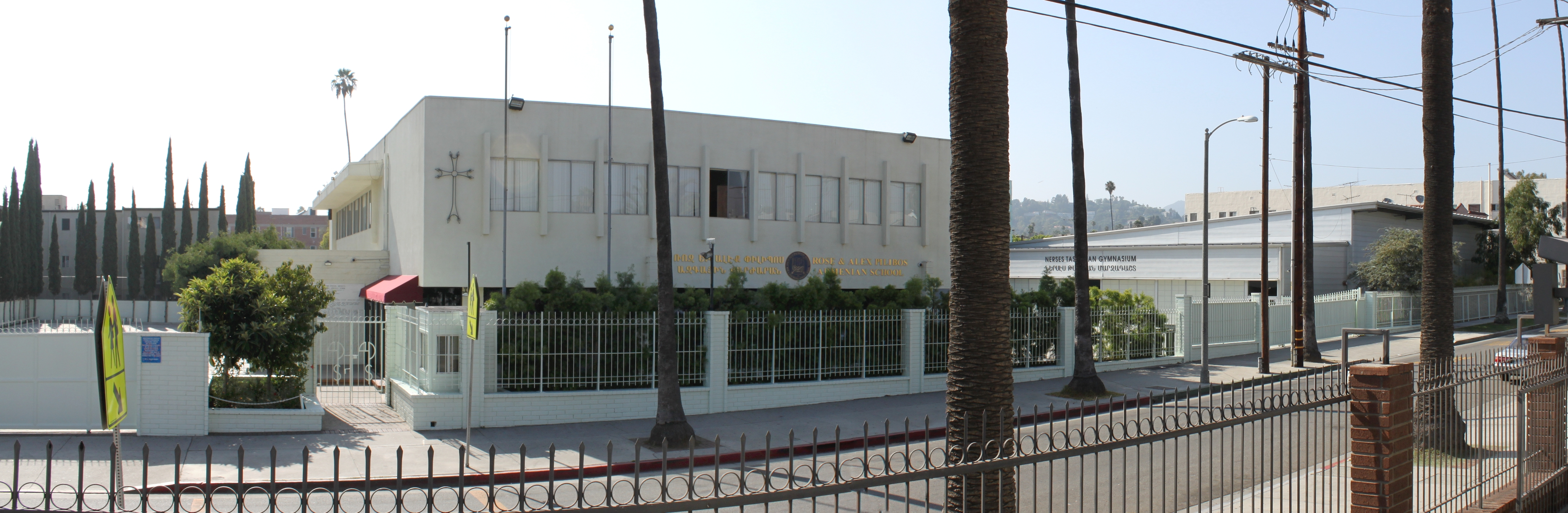
L'Escola de Rose i Alex Pilibox al barri Little Armenia de Hollywood de l'Est és l'escola armènia més gran dels Estats Units amb més de 1.000 estudiants.

### Educació
Els primers immigrants armenis eren un dels grups amb més educació que van entrar als Estats Units amb un 76% d'alfabetització. En comparació, sols el 46% des italians, 74% dels jueus de l'Europa Oriental i el 99% dels finesos estaven alfabetitzats. Cap al 2007, el 41% dels armenis nascuts als Estats Units tenien almenys un títol universitari de 4 anys. El nivell educatiu és més reduït per als armenis nascuts a l'estranger.
La primera escola dominical armènia als Estats Units va ser fundada al final de la dècada de 1880 a New York per Barsegh Vardukyan.
Des de la dècada de 1960 s'havien establert moltes escoles bilingües armènies en comunitats a través del país. L'Escola Armènia Ferrahian, fundada el 1964, és l'escola armènia diària més antiga dels Estats Units A part d'això, hi ha més de cent escoles armènies que operen sols durant la setmana. La universitat Mashdots, que va obrir el 1992 a Glendale, és l'única institució armènia de quatre anys per a educació superior als Estats Units.

### Religió
La major part dels armenis dels Estats Units s'adhereixen a l'Església Apostòlica Armènia, l'església ortodoxa oriental més gran dels Estats Units. Posseeix més de 90 esglésies a través de la nació.
Es va reportar que el 80% dels armenis dels Estats Units són armenis apostòlics, 10% són protestants (majorment evangèlics armenis) i 3% són armenis catòlics.
L'Església Apostòlica Armènia és l'església més antiga del món, i va tenir un rol fonamental en protegir la identitat armènia a través de segles de dominació estrangera. Moltes comunitats armènies al páis es van concentrar al voltant de les esglésies que serveixen com a centres comunitaris. La primer església apostòlica armènia als Estats Units anomenada Església del Nostre Salvador, Worcester, va ser construïda el 1891 a Worcester. La diòcesi armènia de l'església va ser establerta el 1898 pel catolicós Mkrtich Khrimian. El 1916 hi havia 34 parròquies armènies amb 27.540 membres amb una població predominantment masculina. Els estats amb més seguidors de l'església armènia eren Massachusetts, Michigan, Califòrnia i New York. La diòcesi oriental va ser establerta el 1927.

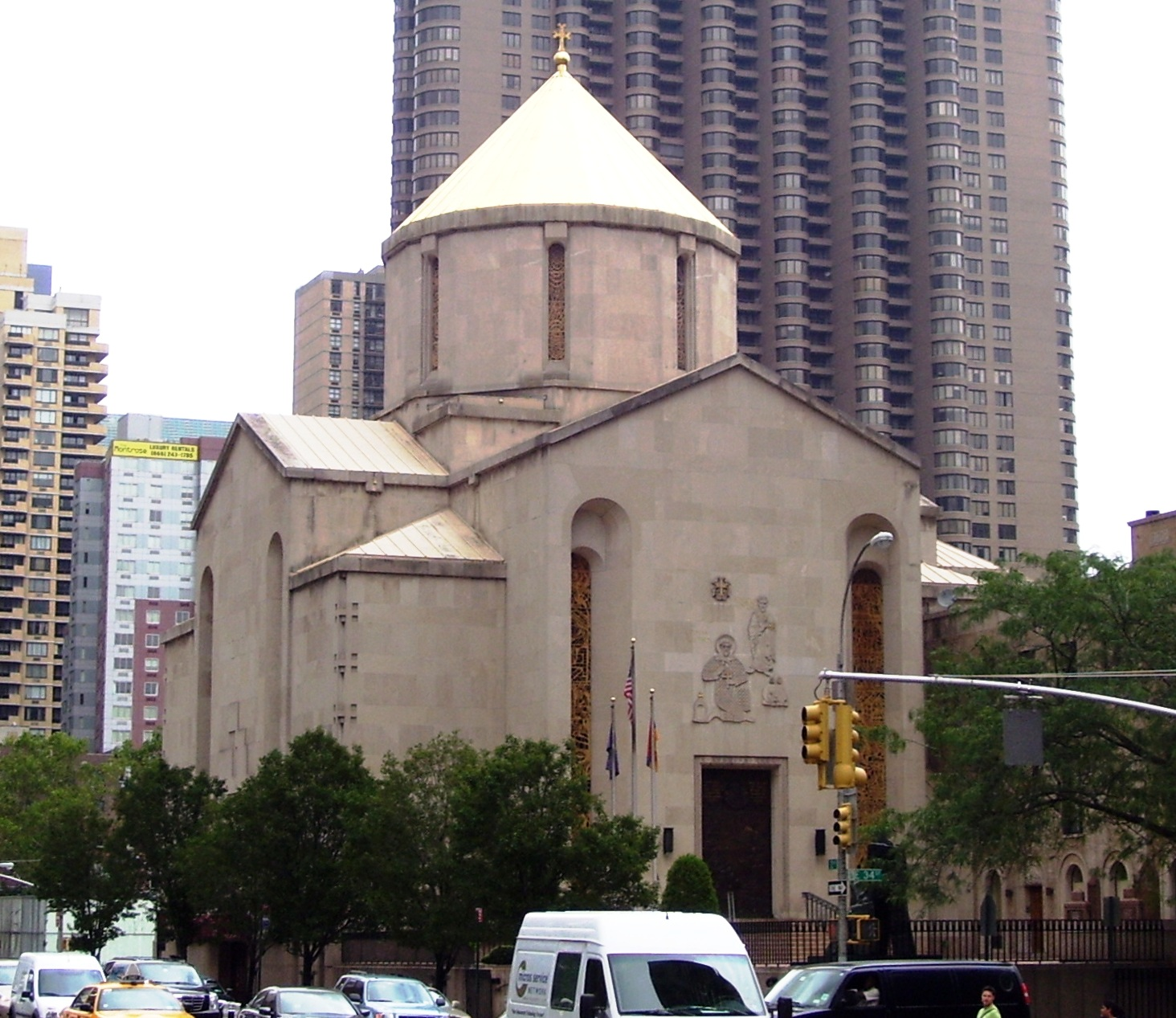
Catedral de Sant Vartan al centre de Manhattan

Després que el govern soviètic va prendre el poder a Armènia el 1920, la comunitat d'armenis dels Estats Units es va dividir en dos bàndols: un que suportava l'Armènia Soviètica (majorment membres del Partit Hunchak) i del Partit Ramgavar i un altre que s'oposava a l'Armènia Soviètica (majorment format per membre de la Federació Revolucionària Armènia). Durant l'Exposició Universal de Chicago (1933) Leon Tourian, el cap de la diòcesi oriental de l'Església Apostòlica Armènia dels Estats Units, es va negar a fer un discurs, perquè la bandera tricolor de la República d'Armènia (1918-1920) s'havia penjat al seu darrere, mentre que Etchmiadzin, la seu del catolicós de Tots els Armenis, estava a Armènia que era part en aquell moment de la Unió Soviètica. Això va contrariar als membres del Partit Dashnak que estaven presents a la cerimònia. El conflicte va arribar a una crisi el 24 de desembre de 1933, quan diversos membres de la Federació Revolucionària Armènia van assassinar l'arquebisbe Tourian durant el servei del vespre de Nadal a l'Església Apostòlica Armènia de la Santa Creu, Nova York.
El 12 d'octubre de 1957, durant l'apogeu de la Guerra Freda, un conjunt de parròquies de l'Església Apostòlica Armènia dels Estats Units, que estaven desafiliades des de l'any 1933, es van unificar sota el Patriarcat Armeni de Sis amb seu central al Líban, a prop de la Federació Revolucionària Armènia. Després de la Segona Guerra Mundial, l'arquebisbe Tiran Nersoyan va liderar l'església a una segona fundació, que va implicar l'articulació d'estatuts per governar la diòcesi: la creació d'una organització juvenil d'abast nacional; el projecte per construir una catedral armènia a Manhattan; i l'entrada de l'Església Armènia al moviment ecumènic. Al voltant de la meitat de la dèdada de 1950 es va revifar la immigració i es van construir moltes esglésies armènies, amb moltes comunitats proliferant al voltant dels Estats Units. Va començar a imposar-se també una generació de líders nascuts als Estats Units. El primer sacerdot armeni nascut als Estats Units va ser ordenat el 1956 i el seminari armeni Sant Nersess es va establir a Illinois (més tard es traslladaria a New York). Un esperit de vigor renovat va ser promogut pel arquebisbe Torkom Manogian, que va governar la diòcesi com a primat des de 1956 fins a 1990. El període va experimentar una gran entrada d'immigrants armenis. Aquests desenvolupaments van reenfocar les prioritats de l'Església Armènia als Estats Units. La necessitat d'ajuda humanitària a la pàtria armènia, així com el suport als refugiats que s'estaven assentant al voltant dels Estats Units (concentrats a New York i Los Angeles), va conduir a la creació del Fons per a l'Ajuda Armènia (Fund for Armenian Relief), a través del qual l'església envia matrial i ajuda mèdica a Armènia.
Avui en dia més de 120 comunitats parroquianes armènies existeixen al continent, amb dos terços operant com a esglésies plenament organitzades amb santuaris. L'arquebisbe Khajag Barsamian és el primat de la Diòcesi Oriental (des de 1990); l'arquebisbe Hovnan Derderian de la Diòcesi Occidental (des de 2003). Les diòcesis mantenen connexions fortes amb la Santa Seu d'Etxmiadzin, i l'actual Patriarca Suprem, Karekin III, el 132è catolicós de Tots els Armenis.
L'Església Evangèlica Armènia és la segona comunitat religiosa en importància entre els armenis estatunidencs, amb una de cada deu persones. El 1993 hi havia 28 esglésies protestants armènies. Un petit nombre d'armenis estatunidencs són seguidors de l'Església Catòlica Armènia. S'estima que són uns 25.0o00. El 1990 hi havia 6 esglésies catòliques armènies als Estats Units.

### Mitjans de comunicació
El primer periòdic en llengua armènia als Estats Units d'Amèrica, anomenat Aregak (Արեգակ, «Sol»), es va publicar a la ciutat de Jersey el 1888. Des d'aleshores s'han publicat uns 300 periòdics. Avui en dia, nombrosos periòdics armenis es publiquen al llarg del país (tant en armeni com en anglès). Asbarez (Ասպարէզ, "La plaça") és l'únic diari, i es publica a Los Angeles des de 1908. Hairenik (Հայրենիք, "Pàtria") es publica des de 1899 a Boston. Ambdós estan afiliats amb la Federació Revolucionària Armènia. Altres setmanaris notables inclouen The Armenian Weekly, Armenian Mirror-Spectator, Nor Hayastan (Նոր Հայաստան, "Nova Armènia"), The Armenian Reporter.
Quatre canals de televisió armènia emeten al Sud de Califòrnia, que té una alta concentració de parlants armenis: AMGA (Armenian Media Group of America), Armenian Best TV Arxivat 2012-08-20 a Wayback Machine., ARTN (Armenian-Russian Television Network), USArmenia TV. A més a més, hi ha dos canals de televisió que sols estan disponibles en línia: Horizon TV i Hairenik TV.
Hi ha canals de ràdio bilingües que emeten o bé els dissabtes o els diumenges per un parell d'hores a Boston, New Jersey Arxivat 2014-12-19 a Wayback Machine., Providence, Fresno Detroit. A més a més, alguns canals de ràdio de 24 hores emeten per a tot el país en línia: YerevanNights i Armenian Pulse Arxivat 2019-11-25 a Wayback Machine. a Los Angeles, Bashde and Hairenik Radio a l'àrea de Boston.

### Tradicions
La gastronomia d'Armènia, i la gastronomia del Mitjà Orient en general, és popular entre els armenis estatunidencs. Hi ha diversos restaurants armenis a l'àrea de Los Angeles i altres ubicacions amb una alta concentració d'armenis estatunidencs. Zankou Chicken, un cadena de propietat familiar de restaurants de menjar ràpid d'estil armeni i del Mitjà Orient dins de l'àrea de Los Angeles és un dels restaurants armenis més famosos.
Desenes d'agrupacions amateur de danses populars armènies s'han fundat als Estats Units durant les últimes dècades.
Homenetmen, una organització d'esports afiliada a la Federació Revolucionària Armènia, és molt activa als Estats Units, i també fa activitats d'escoltisme. La branca occidental estatunidenca de Homenetmen organitza els Jocs Navasartian a l'àrea de Los Angeles cada estiu des de 1975. Avui en dia atrau uns 6.000 atletes de 300 equips i 2.000 escoltes. Més de 35.000 persones arriben per veure l'esdeveniment.

## Política

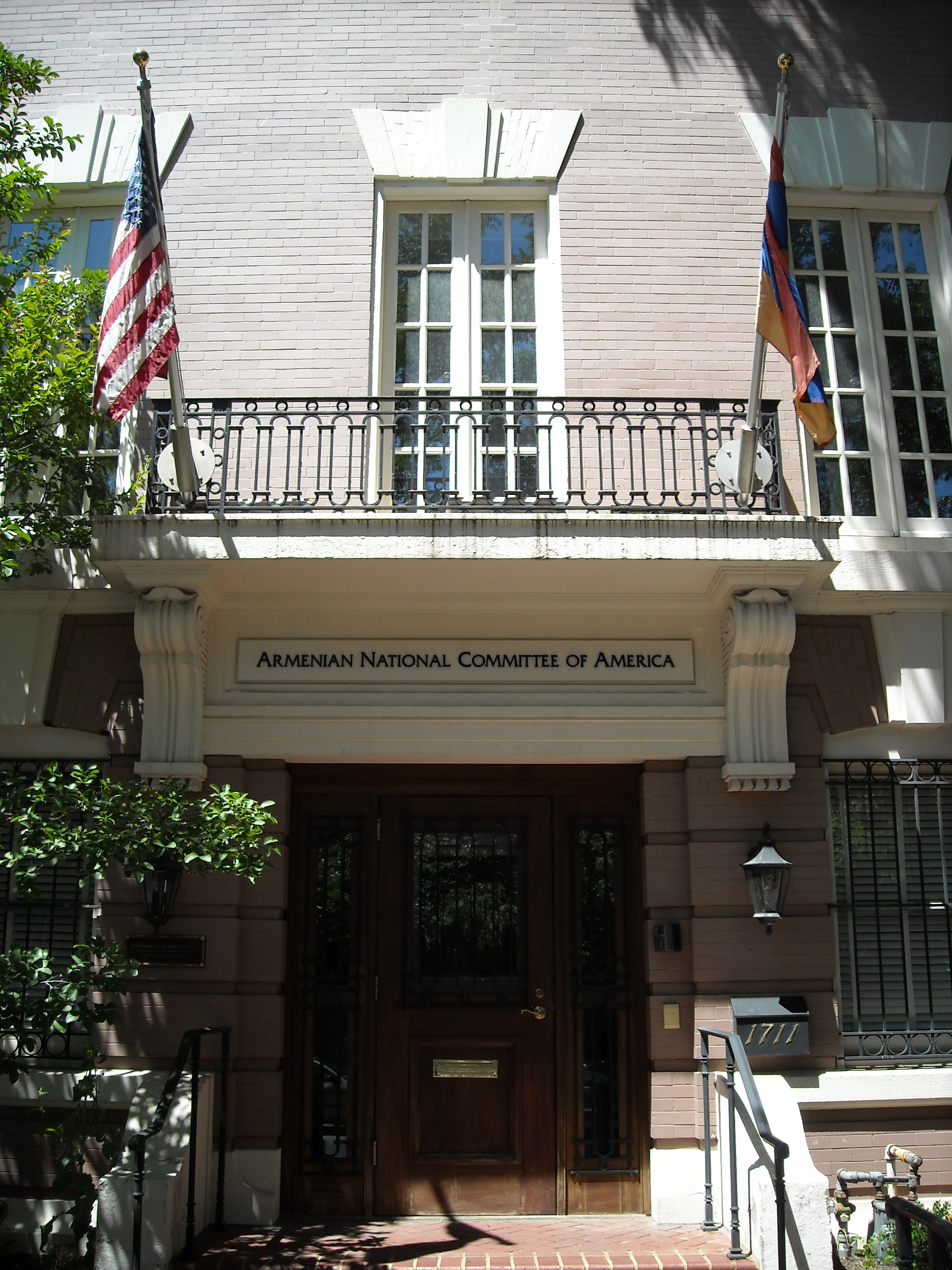
La seu de l'organització Armenian National Committee of America a Washington

### Període inicial
Els tres principals partits polítics armenis del final del segle xix i principis del segle xx — Federació Revolucionària Armènia (Dashnaktsutyun), Partit Hunchak Social Demòcrata (Hunchak), Partit Armenakan (més tard Ramgavar), estaven presents als Estats Units d'Amèrica no gaire més tard de la seva fundació. Van establir els seus propis periòdics: Hairenik i Asbarez pels Dashnaks i Baikar pels Ramgavars. Després de la presa de poder dels bolxevics a Armènia el 1920, els Ramgavars i els Hunchaks van formar una coalició que donava suport a l'Armènia Soviètica, mentre que la Federació Revolucionària Armènia, el partit governant a la Primera República Armènia des de 1918 a 1920, va romandre antisoviètic durant la diàspora. El terratrèmol d'Armènia de 1988 i el moviment de Karabagh va unificar els diferents grups de la comunitat armènia.

### El lobby armeni
La comunitat armènia estatunidenca ha estat descrita com la comunitat armènia «més influent» del món, tot i que és més reduïda que la comunitat de Rússia. El lobby armeni estatunidenc és un dels lobbies ètnics més poderosos als Estats Units, Es considera avui en dia com el segon lobby més poderós als Estats Units després del lobby jueu estatunidenc. Les organitzacions Armenian Assembly of America (AAA) i Armenian National Committee of America (ANCA) tenen com a agenda de pressió principal intentar influir sobre el congrés i el president dels Estats Units per a un increment de l'ajuda econòmica a Armènia (que ja és la segona més gran per capita després de la d'Israel) i la reducció de l'assistència econòmica i militar a Turquia. Els esforços inclouen també la reafirmació d'un genocidi per la Turquia otomana el 1915.
D'acord amb Shawn Dorman, l'autor de Inside a U.S. embassy (A dins d'una embassada estatunidenca), el principal objectiu del lobby armeni és la «persuasió del Congrés dels Estats Units per afavorir els interessos armenis, especialment el reconeixement del genocidi armeni.» Afirma després que «va tindre un rol significatiu perquè els Estats Units donessin suport financer a Armènia. Des de l'any 1992 fins a l'any 2010 els Estats Units van proveir prop de 2.000 milions de dòlars, la quantitat per capita més gran per a un estat post-soviètic.» El Fund for Armenian Relief (Fons per a l'ajuda armènia) és una organització humanitària que proveeix programes de llarg termini enfocats al desenvolupament humà. L'Armenian Fund obté cada any milions de dòlars per al desenvolupament d'infraestrutures a Armènia i l'Alt Karabakh.
El 1992, el Dr. Dickran Kouymjian de la California State University, Fresno va afirmar:

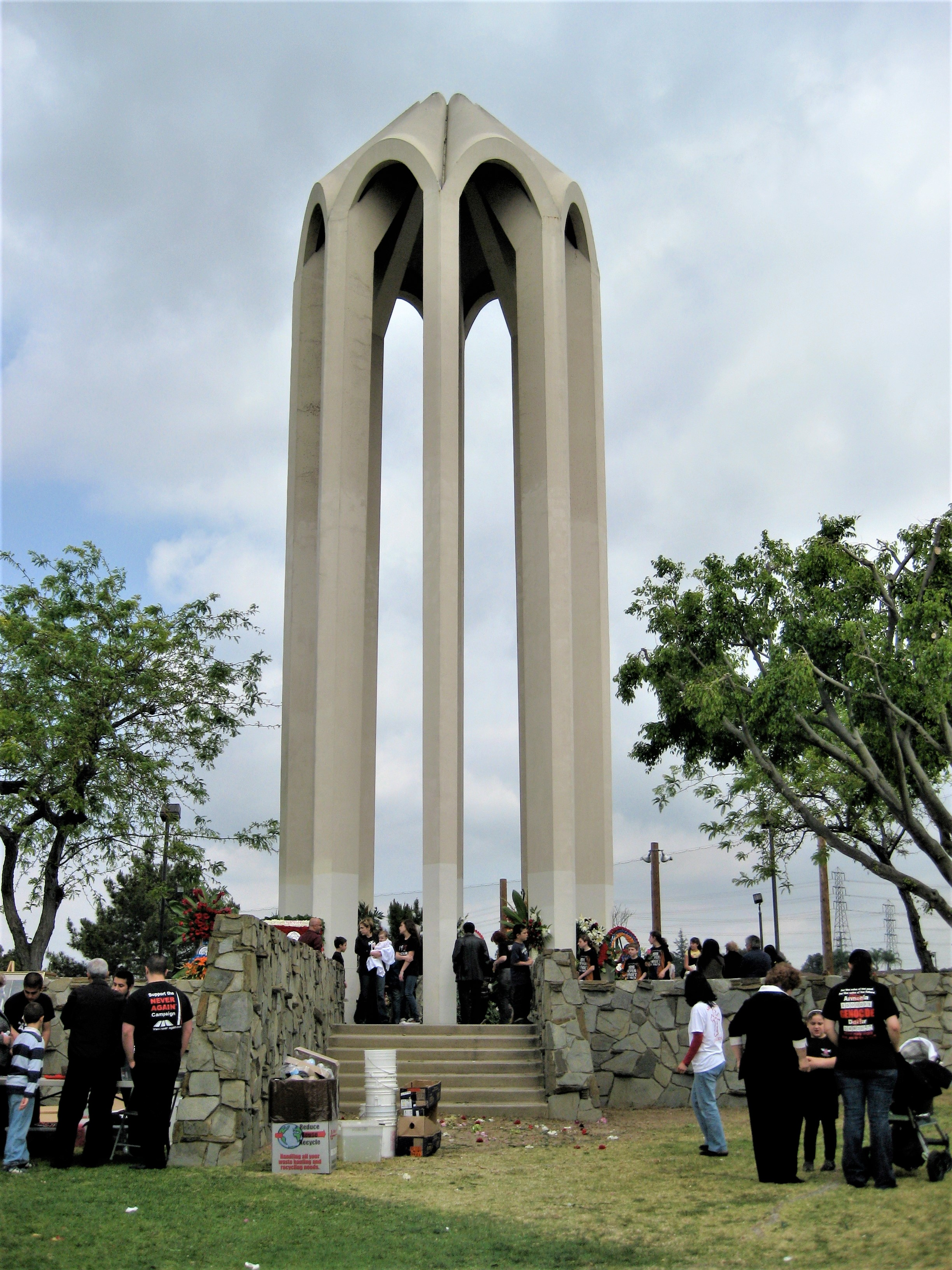
Memorial del genodici de Montebello

| « | Tots van reenfocar els seus esforços cap a Armènia, proveint habilitats financeres i professionals. La identificació d'armenis amb els d'Erevan i Karabagh ha estat molt afavorida per l'admissió d'Armènia com a membre de les Nacions Unides i l'informe regular dels seus problemes a la premsa estatunidenca. La història de la diàspora ha estat transformada per la república: no hi ha cap lloc on se senti això amb més sentiment que als Estats Units. La força unificadora del genocidi ha estat substituïda per la de la república, mentre que la llibertat religiosa a Armènia ha revitalitzat l'església als Estats Units i li ha donat una missió. Sent la comunitat més gran i pròspera del món, com a hereus d'una ètica de treball protestant estatunidenca, associat amb el fariseisme estatunidenc, els armenis estatunidencs senten que tenen un rol especial en la supervivència i èxit del nou estat. Estan orgullosos del seu suport a Etchmiadzin, en l'ajuda humanitària massiva que s'ha donat des del terratrèmol de 1988, als armenis en posicions importants de govern, i particularment en l'establiment de la Universitat Armènia dels Estats Units, el primer experiment important d'educació superior estatunidenca a l'antiga Unió Soviètica. A mesura que l'anglès esdevé ràpidament la segona llengua a la nova república, els armenis dels Estats Units ses senten més propers a la pàtria, patint les tragèdies armènies i gaudint dels seus èxits. La crisi de Karabagh, el caos econòmic, la manca de serveis bàsics, i l'amenaça de guerra, omplen a tots els armenis de la diàspora amb una ansietat desconeguda anteriorment, perquè saben que els seus esforços poden determinar el destí d'Armènia. | » |

### El genocidi armeni
El reconeixement oficial del genocidi armeni per part del govern federal dels Estats Units és considerat com un dels passos més vitals en el reconeixement internacional i total dels esdeveniments de 1915-1923. Molt armenis pensen que els Estats Units tenen la capacitat de forçar a Turquia a reconèixer el passat i pagar els armenis i Armènia les reparacions que reclamen, que inclou (per alguns) el retorn de l'anomenada Armènia Wilsoniana a la República d'Armènia.
Diversos documents oficials dels Estats Units descriuen els esdeveniments com a «genocidi» (1975, 1984, 1996); El president Ronald Reagan també va descriure els esdeveniments com a «genocidi» en el seu discurs de 22 d'abril de 1981. El 4 de març de 2010, l'òrgan de goven U.S. House Committee on Foreign Affairs va reconèixer les massacres de 1915 com a «genocidi». A més, 43 dels 50 estats han fet proclamacions individuals reconeixent els esdeveniments de 1915 a 1923 com a genocidi.
Els armenis dels Estats Units es reuneixen en diverses ciutats i localitats cada any el 24 d'abril per al reconeixement del genocidi armeni. La més gran d'aquestes reunions es fa a l'àrea de Los Angeles. La institució Armenian National Institute fa una llista de 30 memorials del genocidi armeni als Estats Units. El més antic és el Memorial del genocidi de Montebello, que es va completar el 1965. Es van erigir monuments d'estil Khatxkar a través de tot els Estats Units en honor de les 1,5 milions de víctimes del genocidi. Recentment, es va obrir el parc American Heritage Park a Boston.

## Armenis dels Estats Units notables
Els armenis dels Estats Units han assolit l'èxit i la prominència en diverses àrees, incloent-hi els negocis, l'entreteniment, les ciències, els esports i la literatura.

### Art i entreteniment

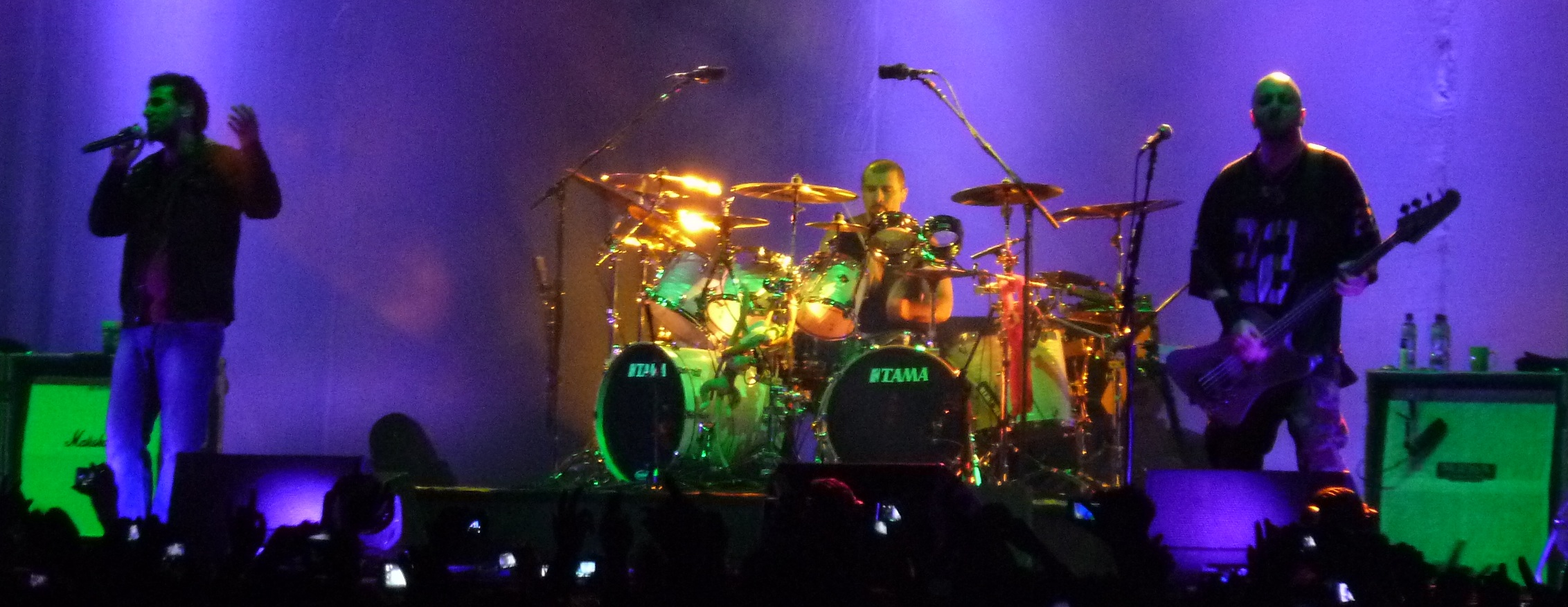
System of a Down està compost per quatre armenis

L'entreteniment ha estat, potser, l'àrea més reeixida per als armenis estatunidencs. Una de les cantants estatunidenques més polèmiques, Cher (nascuda com Cherilyn Sarkisian), és armènia per part paterna. El grup de rock dur System of Down està compost per quatre membres armenis. El compositor Alan Hovhaness, el pare del qual és armeni i la mare del qual és d'origen escocès, «va escriure més de 400 peces, entre les quals 67 simfonies de diversa qualitat.» Kim Kashkashian va guanyar el Premi Grammy pel millor solo d'instrument clàssic el 2013.
Nombrosos músics armenis han estat reeixits a la cultura pop estatunidenca. Los Angeles es considera un dels principals centre de la producció musical armènia de les últimes dècades. Entre els cantors nascuts a Armènia que han viscut o viuen als Estats Units s'inclouen el cantor de rock Arthur Meschian, els cantors folkHarout Pamboukjian i Flora Martirosian, a més del cantor pop Armenchik. Arto Tunçboyacıyan, un cantor avant-garde d'Istanbul, va viure també als Estats Units d'Amèrica per molts anys.
L'estrella de shows «reality» de TV Kim Kardashian, que ha estat descrita com l'«armènia més famosa», és un figura controvertida entre els armenis. El seu pare, Robert Kardashian, va ser un advocat al cas O.J. Simpson, i les seves germanes, Khloe Kardashian i Kourtney Kardashian, també són estrelles de shows de tele-realitat.
Literatura

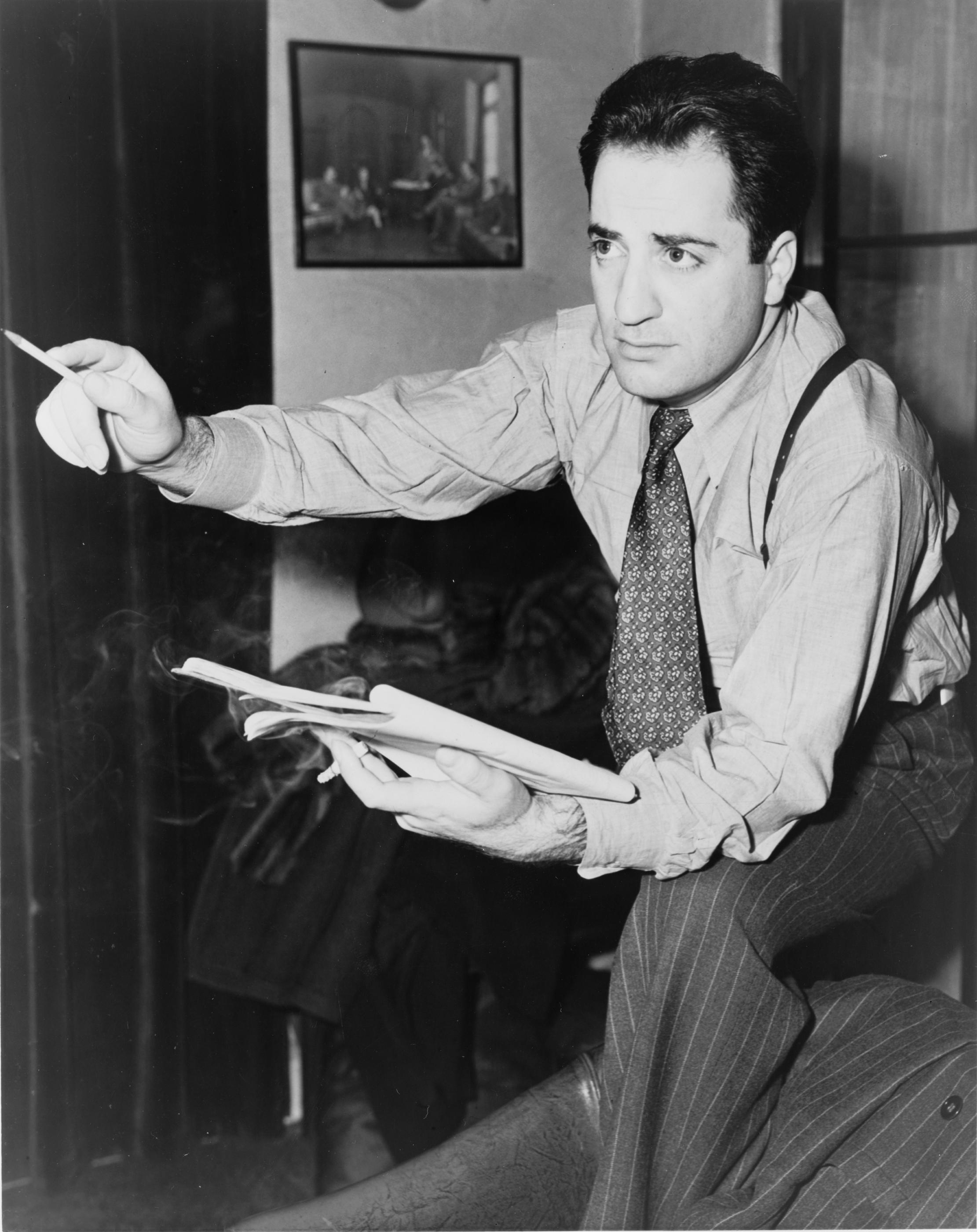
William Saroyan va ser «una de les més prominents figures literàries de la meitat del .»

La literatura armènia estatunidenca constitueix un cos divers de literatura que incorpora escriptors estatunidencs d'ascendència armènia. Incloent un diversitat de gèneres i formes, els escriptors armenis estatunidencs incorporen sovint alguns temes comuns (per exemple, el Genocidi Armeni) mentre mantenen estils literaris molt personals. La revista basa en New York Ararat Quarterly, publicat des de 1959, ha estat un lloc molt important per a l'escriptura dels armenis estatunidencs. Ararat es publica en anglès per l'AGBU i també inclou treballs d'escriptors armenis de tota el món traduïts. Entre els escriptors armenis dels Estats Units de primera generació s'inclouen William Saroyan, Leon Surmelian, A. I. Bezzerides, Michael Arlen, Marjorie Housepian Dobkin i altres. Escriptors armenis estatunidencs de segona generació inclouen a Peter Balakian, Nancy Kricorian, Carol Edgarian, Michael J. Arlen, Arthur Nersesian, Micheline Aharonian Marcom, Hrag Vartanian, Chris Bohjalian i altres.
Arts visuals
L'escultor Haig Patigian, els pintors Hovsep Pushman i, molt notablement, Arshile Gorky són els artistes estatunidencs més famosos d'origen armeni. Rouben Mamoulian, és un director de cine i teatre també conegut per ser el co-productor de la primera pel·lícula comercial (La fira de la vanitat, 1935) a usar el procés Technicolor de tres bandas. Ross Bagdasarian, Sr., el cosí de William Saroyan, va crear Alvin and the Chipmunks (Alvin i els esquirols).

### Món acadèmic i ciència
L'economista basat al MIT Daron Acemoglu nascut a Turquia és el sisè economista més citat del món amb dades de gener de 2015. Vartan Gregorian, nascut a l'Iran, va ser president de la Carnegie Corporation of New York, i va ser abans rector de la Universitat de Brown. Aram Chobanian va ser rector de la Universitat de Boston de 2003 a 2005. Richard Hovannisian és un reconegut historiador de la Universitat de Califonria de Los Angeles.

### Política

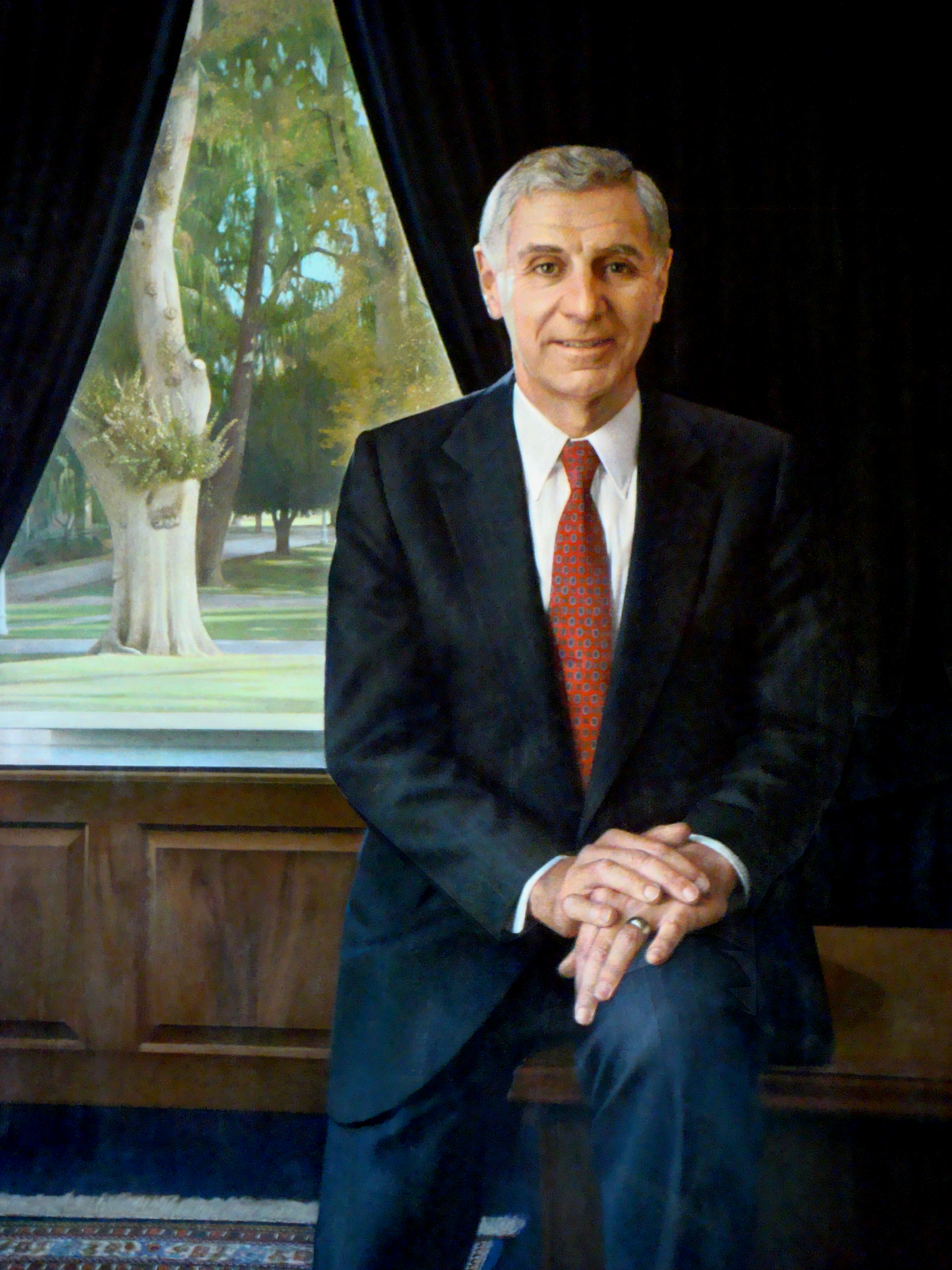
George Deukmejian va ser el Governador de Califòrnia des de 1983 a 1991

Nombrosos armenis van entrar a la política. El primer armeni que va ocupar una posició important va ser el republicà Steven Derounian, un armeni nascuta a Bulgària, que va representar a New York de 1953 a 1965 a la Cambra de Representants dels Estats Units. George Deukmejian va ser el governador de Califòrnia pel Partit Republicà dels Estats Units el 1983 fins al 1991. Abans havia estat diputat estatal (1963-1967), senador estatal (1967-1979) i l'Advocat General de Califòrnia (1979-1983). Mols armenis estatunidencs van ser escollits a parlaments estatals, especialment a Califòrnia. A Massachusetts, George Keverian no sols va ser escollit al parlament estatal, sinó que també va ser el seu portaveu des de 1985 a 1991.
Paul Robert Ignatius var ser Ministre de l'Armada (US Secretary of the Navy) de 1967 a 1969 a l'administració de Lyndon Johnson. Ken Khachigian va ser el principal escriptor de discursos del president Ronal Reagen. També se li atribueix la caracterització de Reagan dels esdeveniments de 1915 com a «genocidi» el 1981. El diplomàtic Edward Djerejian va ser l'ambaixado dels Estats Units a Siria i després Israel durant la dècada de 1990. Harry Tutunjian va ser l'alcalde pel Partit Republicà dels Estats Units de Troy, New York, des de 2003 a 2012. Bill Paparian va ser elegit per al Consell de la ciutata de Pasadena el 1987 i va ser anomenat alcalde el 1995. Joe Simitian va ser senador per l'estat de Califòrnia des de 2004. mentre que Paul Krekorian va ser escollit al Consell de la ciutat de Los Angeles el 2010 en representació del Districte 2, on es concentra la població armènia a Los Angeles. A finals de la dècada de 2000 hi havia dos diputats d'origen armeni, Anna Eshoo i Jackie Speier al congrés, ambdós demòcrates per Califòrnia.
Un nombre reduït d'armenis estatunidencs es van desplaçar a Armènia a principis de la dècada de 1990, alguns d'ells convertint-se en personatges notables a la seva pàtria ancestral. Raffi Hovannisian, un advocat nascut a Fresno armeni estatunidenc de tercera generació, es va establir a Armènia el 1991 i aviat va ser nomenat el primer Ministre d'Afers Exteriors d'Armènia, un càrrec que va ocupar fins al 1992. Avui en dia Hovanissian és una de les primeres figures de l'oposició a Armènia i el líder del Partit del Patrimoni Armeni. Sebouh (Steve) Tashjian, un armeni de Califòrnia originari de Jerusalem, va ocupar la posició de Ministre de l'Energia, mentre que Gerard Libaridian, nascut al Líban, un historiador resident a Boston, va ser l'assessor del president Levon Ter-Petrosyan.

### Exèrcit

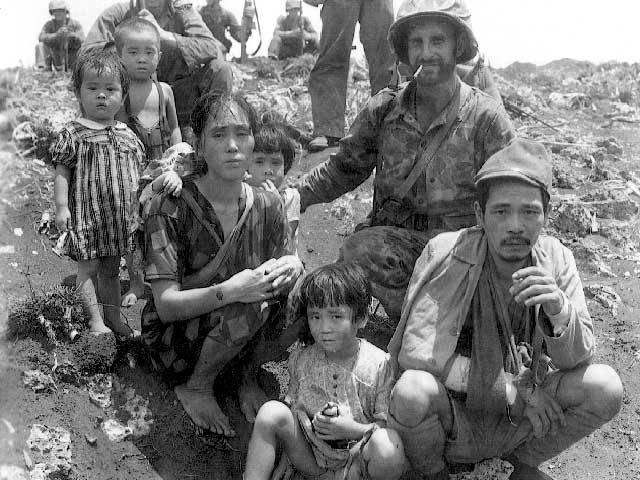
El sargent Victor Maghakian el juliol de 1944 amb una família d'un soldat japonès que s'amagava a una cova a Saipan.

Monte Melkonian, nascut a Califòrnia, va ser a un líder destacat de les forces armènies a la guerra de Nagorno-Karabagh. De forma pòstuma li van concedir el títol d'Heroi Nacional d'Armènia.
Durant la Segona Guerra Mundial uns 18.500 armenis van lluitar a les forces armades dels Estats Units. Molts d'ells van ser condecorats pel seu servei, com ara el coronel Ernest Dervishian, nascut a Virgínia, que va rebre la Medalla d'Honor. El marine dels Estats Units Harry Kizirian és considerat el soldat més condecorat de l'estat de Rhode Island. Un altre capità dels marines, Victor Maghakian és considerat un dels soldats estatunidencs més condecorats de la guerra.

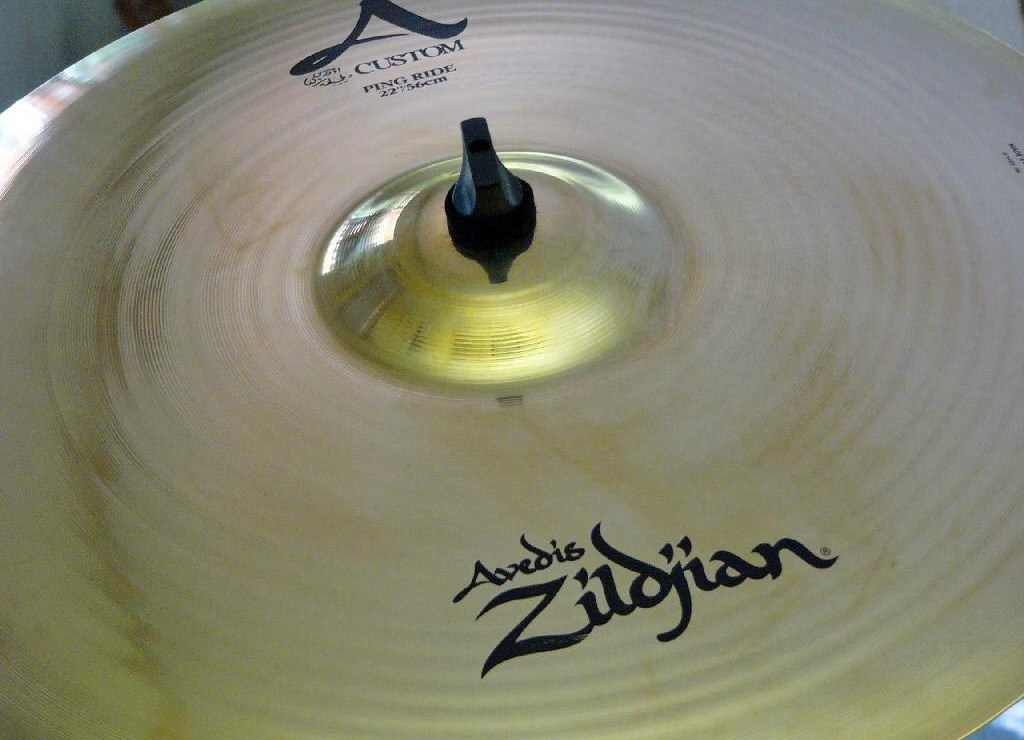
L'empresa Avedis Zildjian Company és el fabricant més gran de címbals del món.

Diversos personatge centrals del moviment d'alliberament nacional armeni de principis del segle VV van viure i/o van morir als Estats Units. Entre ells va ser Andranik Ozanian, un comandant militar que és considerat un heroi nacional entre els armenis. Ozanian va viure a Fresno des de 1922 i va morir a Califòrnia el 1927. Un altre comandant armeni destacat, Garegin Nzhdeh, va viure a Boston, Massachusetts de 1933 a 1937, on va fundar la Federació de la Joventut Armènia. Drastamat Kanayan (Dro), el Ministre de la Defensa d'Armènia de 1918 a 1919, va viure als Estats Units després de la Segona Guerra Mundial i va ser arrestat durant un curt període per haver col·laborat amb els nazis. La seva cerimònia fúnebre es va celebrar a l'Església de la Trinitat de la ciutat de Boston el 1956. Shahan Natalie, un activista dashnak, va organitzar l'Operació Nèmesis al principi de la dècada de 1920, durant la qual molts dels perpetradors del Genocidi Armeni van ser assassinats. De 1910 a 1912 va estudiar a la Universitat de Boston i va morir a Watertown, Massachusetts el 1983.

### Esports
Possiblement l'atleta armeni estatunidenc més ben conegut és el jugador de tenis, que va ser número 1, Andre Agassi. Els jugadors d'escacs nascuts a Armènia Tatev Abrahamyan i Varuzhan Akobian van representar els Estats Units a l'olimpíada d'escacs. El primer medallista armeni de tota la història, Hal Haig Prieste, va ser medalla de bronze en trampolí als Jocs Olímpics d'Estiu de 1920 a Anvers. L'equip femení nacional de waterpolo dels Estats Units va guanyar la Copa del Món de 2010 i les olimpíades de 2012 amb l'entrenador Adam Krikorian. Zach Bogosian és el primer jugador d'hoquei de la lliga NHL d'origen armeni. L'entrenador Jerry Tarkanian va aconseguir que l'equip de basquetbol de la Universitat de Nevada, Las Vegas (UNLV) sigui una potència del basquetbol universitari i va ser inclòs a la Sala de la Fama Naismith Memorial Basketball Hall of Fame eñl 2013.

### Miscel·lània
Entre altres armenis notables s'inclou Jack Kevorkian, un patòleg i activista de l'eutanàsia que es coneixia popularment com «Dr. Death» (Doctor Mort), i l'astronauta James P. Bagian, que va ser el primer armeni a viatjar a l'espai el 1989. Es diu que va portar la bandera tricolor armènia a l'espai amb ell.
Entre els armenis destacats al món empresarial s'inclouen el fundador de Masco nascut a Turquia Alex Manoogian, la família Mugar (propietaris de la cadena de supermercats de Nova Inglaterra Star Market, Kevork Hovnanian, fundador deHovnanian Enterprises, Avedis Zildjian, fundador de Avedis Zildjian Company (el fabricant de címbals més gran del món) i Gerard Cafesjian. Se sosté que Kirk Kerkorian, conegut com el «pare del megaresort», és l'home més ric de Los Angeles. Nascut a Fresno de pares armenis Kerkorian ha contribuït més de 1.000 milions de dòlars americans a la caritat a Armènia a través de la seva fundació Lincy Foundation. Aquesta fundació es va establir el 1989 i es va enfocar especialment en ajudar a reconstruir el nord d'Armènia després del terratrèmol de 1988 de Spitak. La fundació es va dissoldre el 2011 després de 22 anys d'activitats.